# Osredak (Krupa na Uni, BiH)
Osredak je naseljeno mjesto u općini Krupa na Uni, Republika Srpska, BiH.

## Povijest
Do potpisivanja Daytonskog mirovnog sporazuma bilo je u sastavu općine Bosanska Krupa koja je ušla u sastav Federacije BiH. 

## Stanovništvo

### 1991.
Nacionalni sastav stanovništva 1991. godine, bio je sljedeći:
ukupno: 267
- Srbi - 267 (100%)

### 2013.
Nacionalni sastav stanovništva 2013. godine, bio je sljedeći:
ukupno: 145
- Srbi - 145